# Lice
Lice (szlovákul: Licince) község Szlovákiában, a Besztercebányai kerületben, a Nagyrőcei járásban.

## Fekvése
Nagyrőcétől 24 km-re délkeletre a Murány jobb partján fekszik.

## Története
1243-ban „Lincha" néven említik először, amikor IV. Béla a Bebek családnak adta. Korábban királyi birtokként Gömör várának tartozéka volt. 1318-ban „Lynce", 1320-ban „Lyuche" illetve „Luce", 1427-ben „Lyche", 1572-ben „Licince", 1590-ben „Linzinche" alakban említik az írott forrásokban. A sorozatos török támadások miatt a 16.–17. században csaknem elnéptelenedett. Csak akkor kezdett újra fejlődni, amikor Wesselényi Ferenc birtoka lett. 1773-ban 44 paraszt és 11 zsellér lakta.
A 18. század végén Vályi András így ír róla: „LICZE. Liczine. Magyar és tót falu Gömör Várm. földes Ura G. Csáky Uraság, lakosai katolikusok, fekszik Giczének szomszédságában, határja meg lehetős termékenységű, legelője elég, fája van mind a’ két féle, piatzozása közel, meszet, és szenet is égetnek, tserép edényekkel is kereskednek."
1828-ban 120 házában 833 lakos élt. Lakói mezőgazdasággal, bányászattal, szénégetéssel, fazekassággal, fuvarozással foglalkoztak.
Borovszky monográfiasorozatának Gömör-Kishont vármegyét tárgyaló része szerint: „Licze, murányvölgyi magyar kisközség, 121 házzal és 752 róm. kath. vallású lakossal. E község 1243-ban a IV. Béla által a Bebekeknek adományozott községek között szerepel. 1379-ben I. Lajos az Abaffyaknak ad reá adománylevelet. 1427-ben ismét a Bebekek az urai, kiknek itt ez időben 39 jobbágyportájuk volt. A XV. században a gömbaszögi pálosoknak is van itt birtokuk. Ekkoriban Lyche néven említik. 1786-ban mint zálogos birtok Liczine nevet visel. A XVI. és XVII. században az esztergomi érsek volt a földesura, később pedig a Csernyus család, mely itt két szép úrilakot építtetett. Ezek közül az egyik most hisnyai Heinzelmann Alfrédé, a másik Czékus Lászlóé, kiknek itt nagyobb birtokuk is van. Azelőtt vashámor is volt a községben. A lakosok nagyrésze a fazekasmesterséget gyakorolja. A községben levő róm. kath. templom 1829-ben épült. Ide tartoznak Dolinka és Szarka telepek is. Postája, távírója és vasúti állomása Licze-Gicze."
A trianoni diktátumig Gömör-Kishont vármegye Nagyrőcei járásához tartozott. 1938 és 1945 között újra Magyarország része.

## Népessége
| Év:            | 1994. | 2004.    | 2014.    | 2024.   |
| -------------- | ----- | -------- | -------- | ------- |
| Emberek száma: | 535   | 686      | 756      | 793     |
| Eltérés:       |       | +28,22 % | +10,20 % | +4,89 % |

| Év:            | 2023. | 2024.   |
| -------------- | ----- | ------- |
| Emberek száma: | 791   | 793     |
| Eltérés:       |       | +0,25 % |

1880-ban 702 lakosából 662 magyar és 8 szlovák anyanyelvű.
1890-ben 821 lakosából 806 magyar és 9 szlovák anyanyelvű.
1900-ban 752 lakosából 732 magyar és 18 szlovák anyanyelvű.
1910-ben 655 lakosából 643 magyar anyanyelvű.
1921-ben 650 lakosából 620 magyar és 12 csehszlovák.
1930-ban 653 lakosából 577 magyar és 41 csehszlovák.
1941-ben 598 lakosa mind magyar.
1991-ben 558 lakosából 422 magyar és 117 szlovák.
2001-ben 623 lakosából 361 magyar és 225 szlovák.
2011-ben 705 lakosából 431 szlovák, 214 magyar és 49 cigány.

## Nevezetességei
- Római katolikus temploma 1830-ban épült.
- Két 18. századi kastélya van.

## Képtár

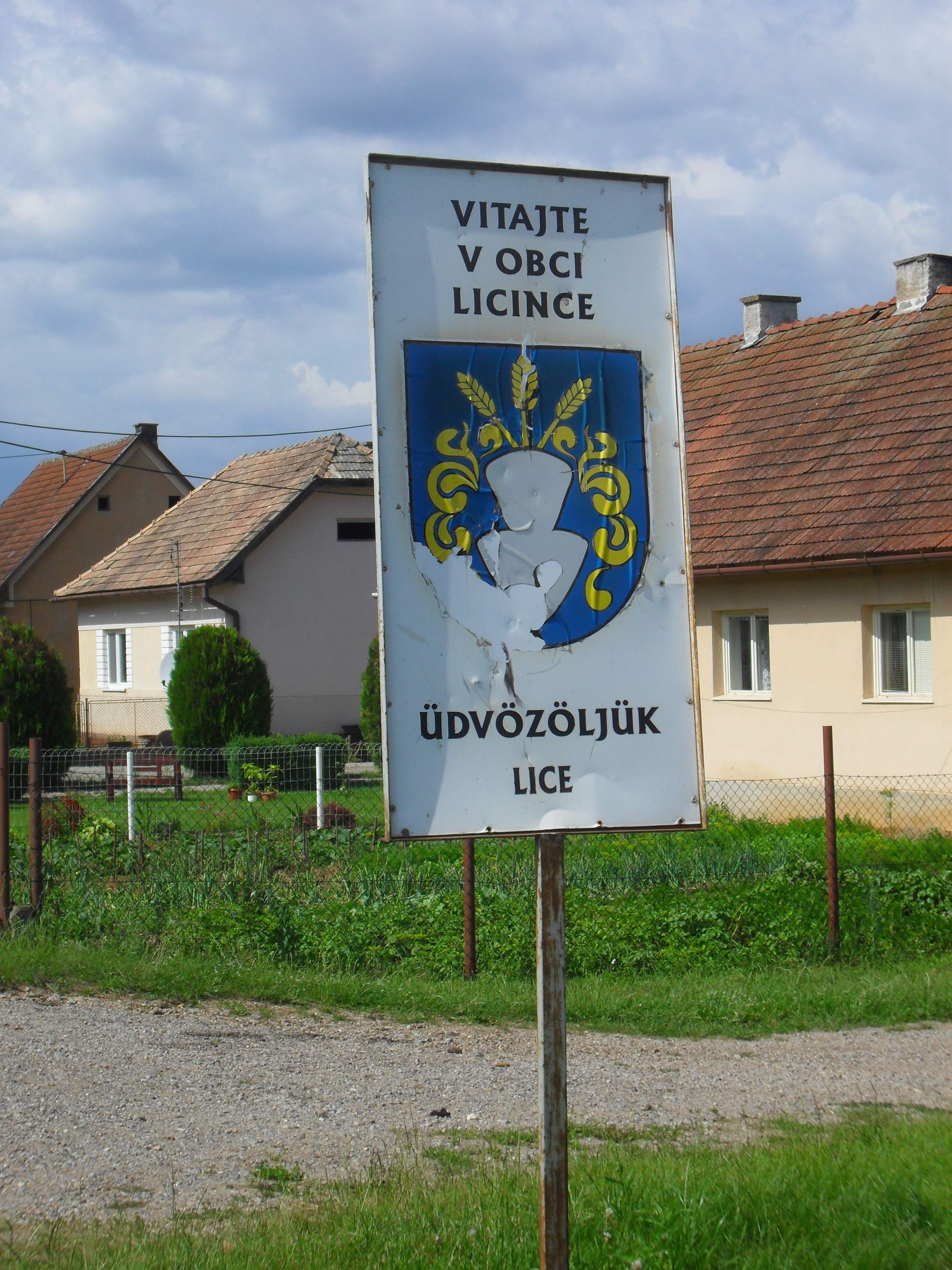
Címeres üdvözlőtábla
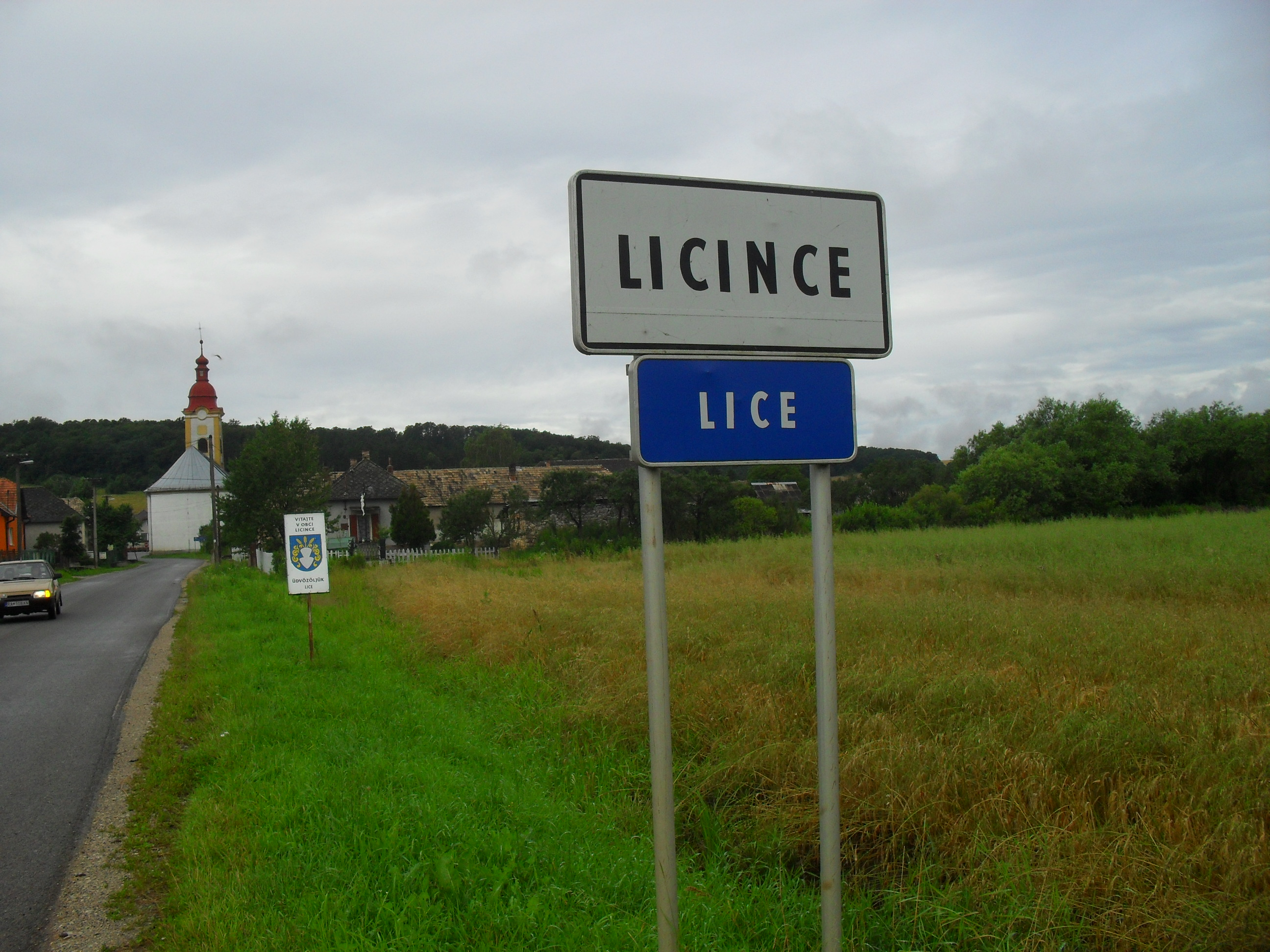
Kétnyelvű helységnévtábla
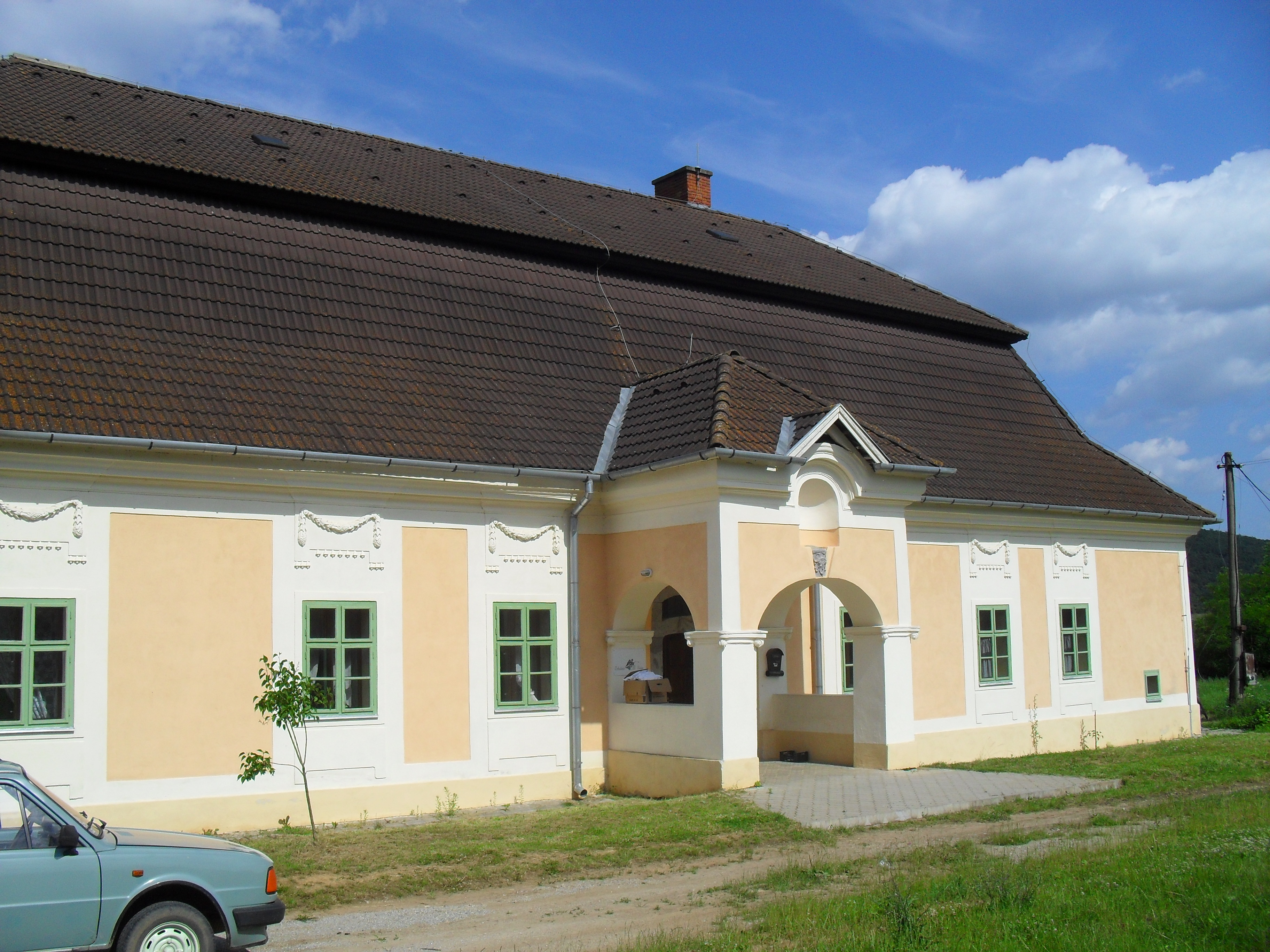
Kastély
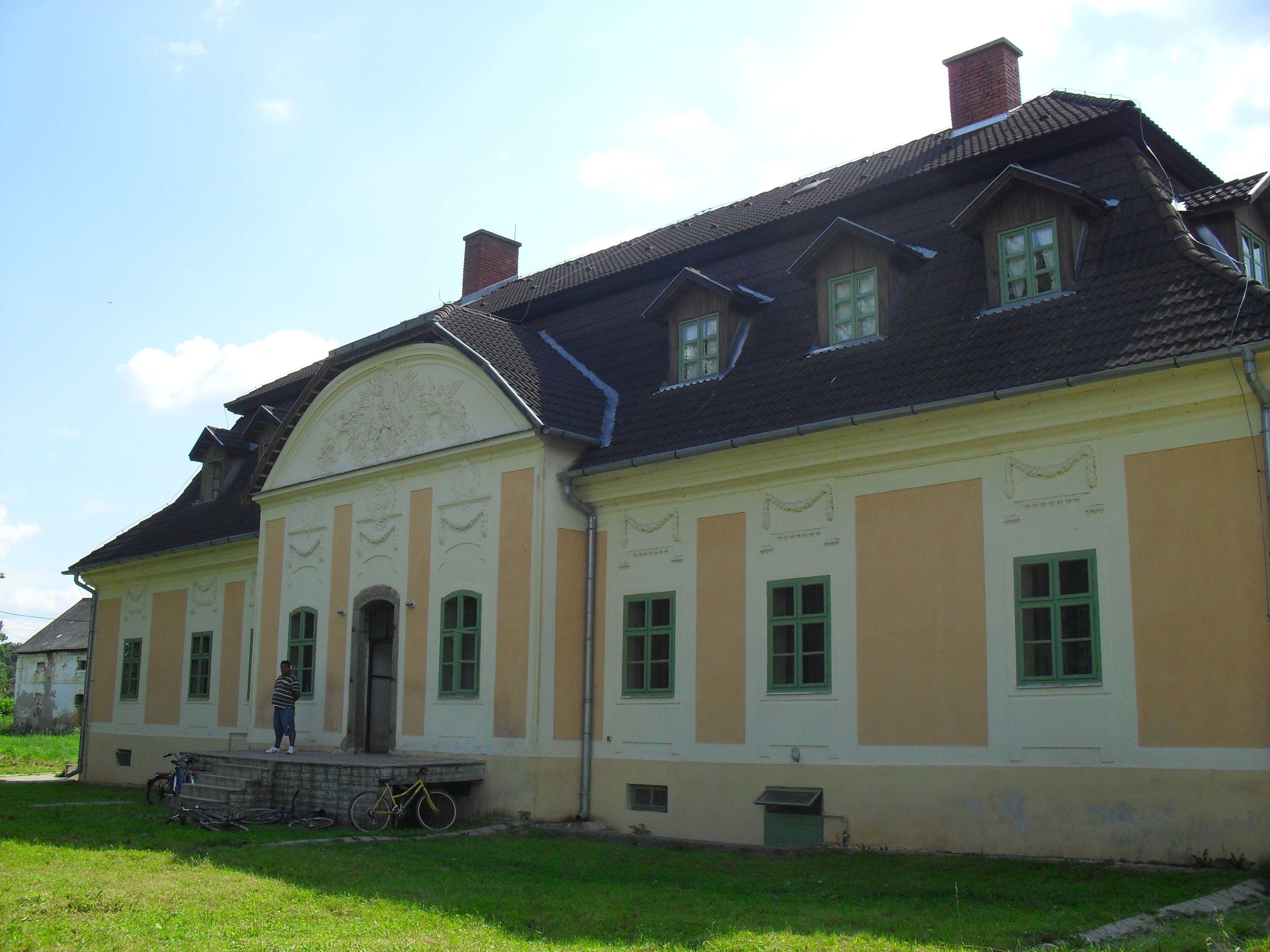
Kastély
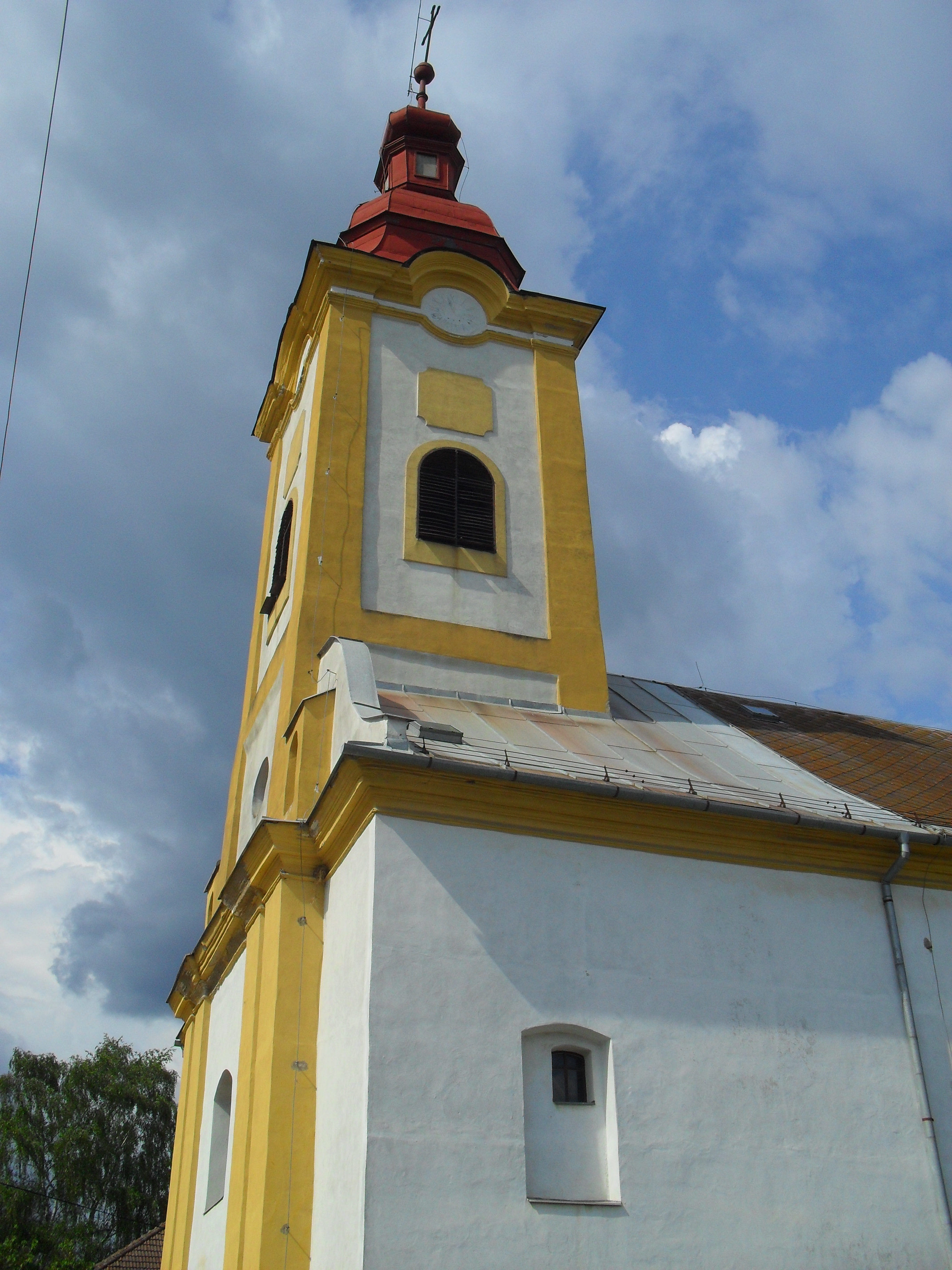
Katolikus templom
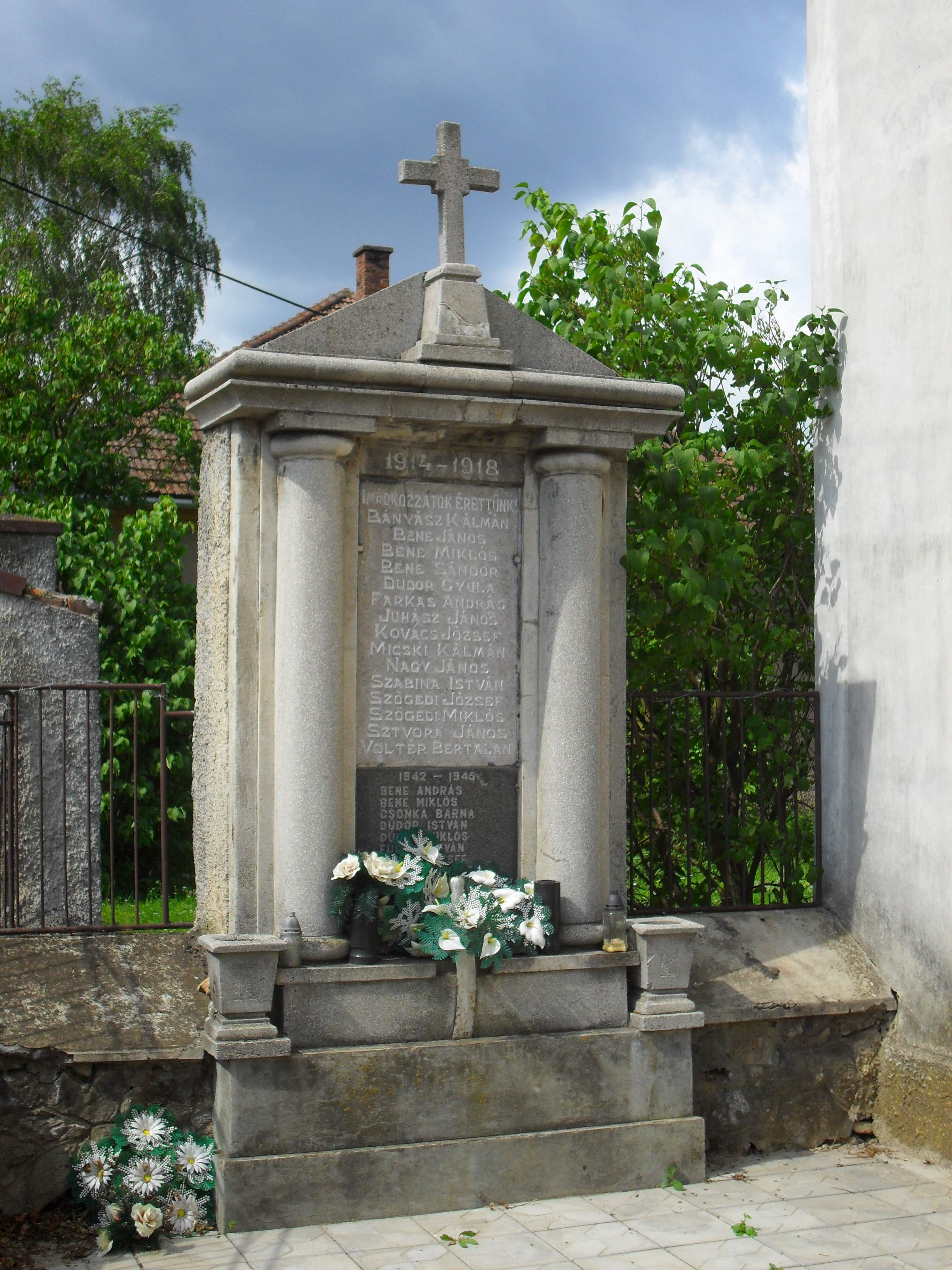
Világháborús emlékmű
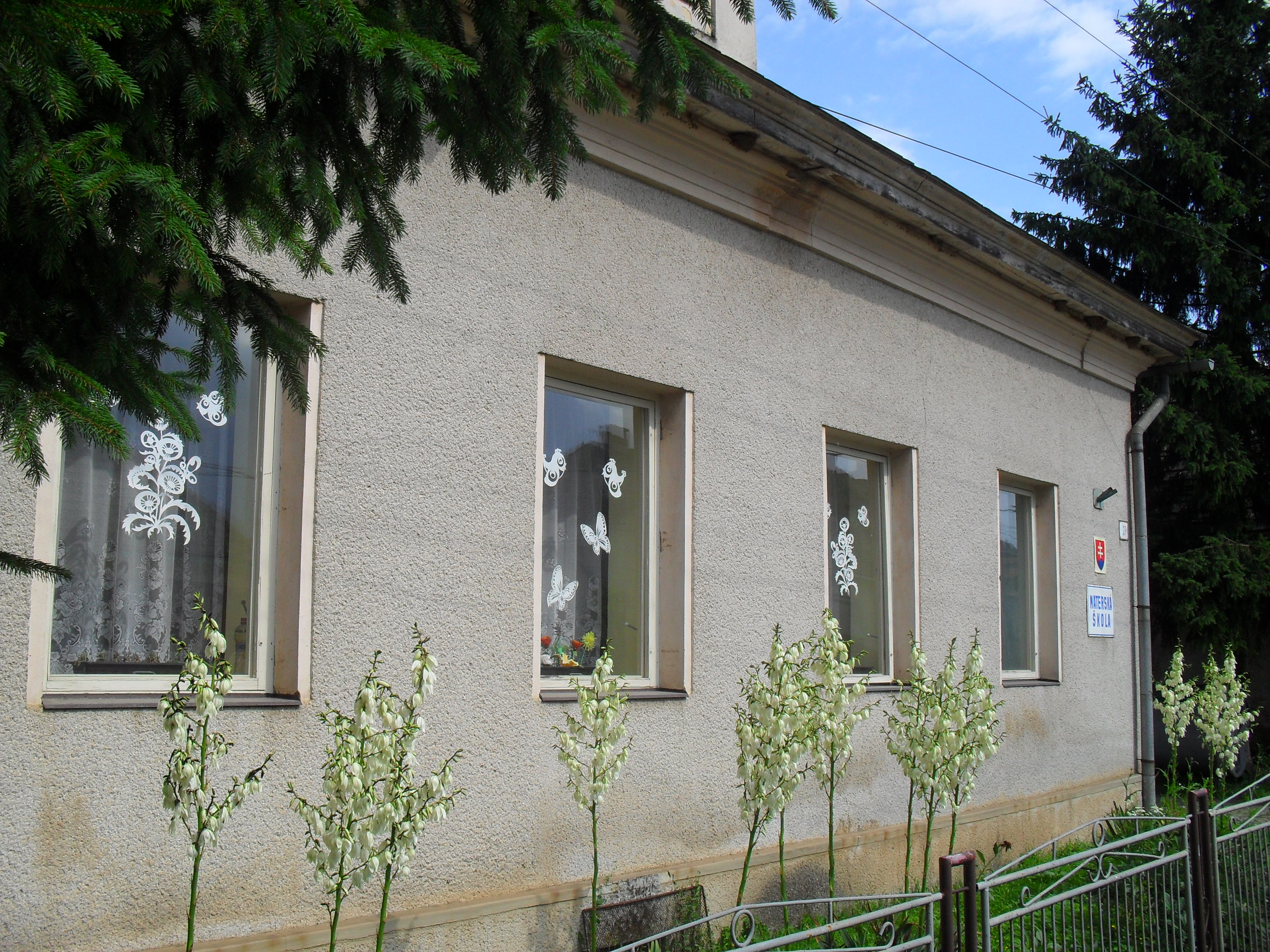
Óvoda
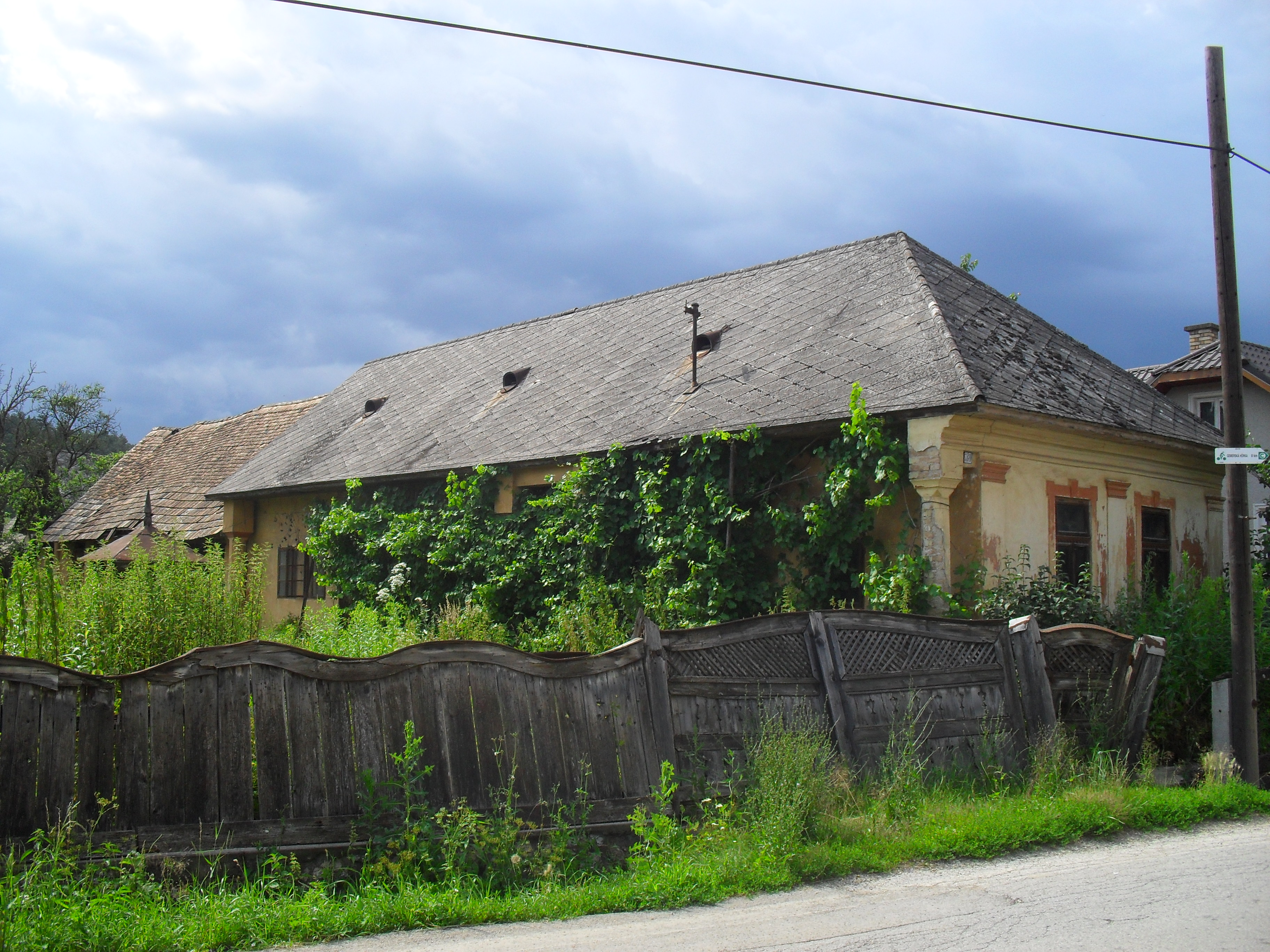
Régi ház a községben
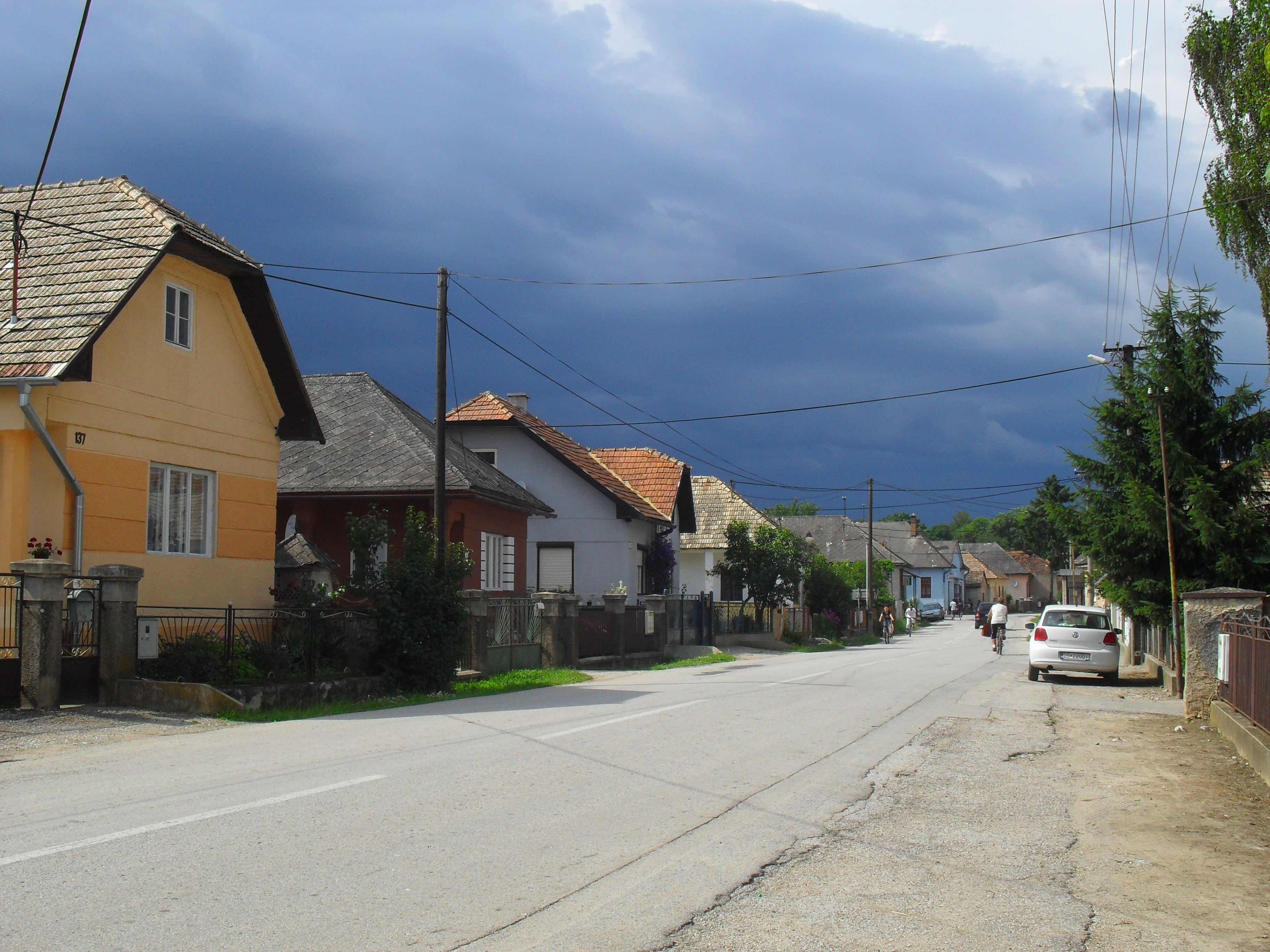
Licei utcakép
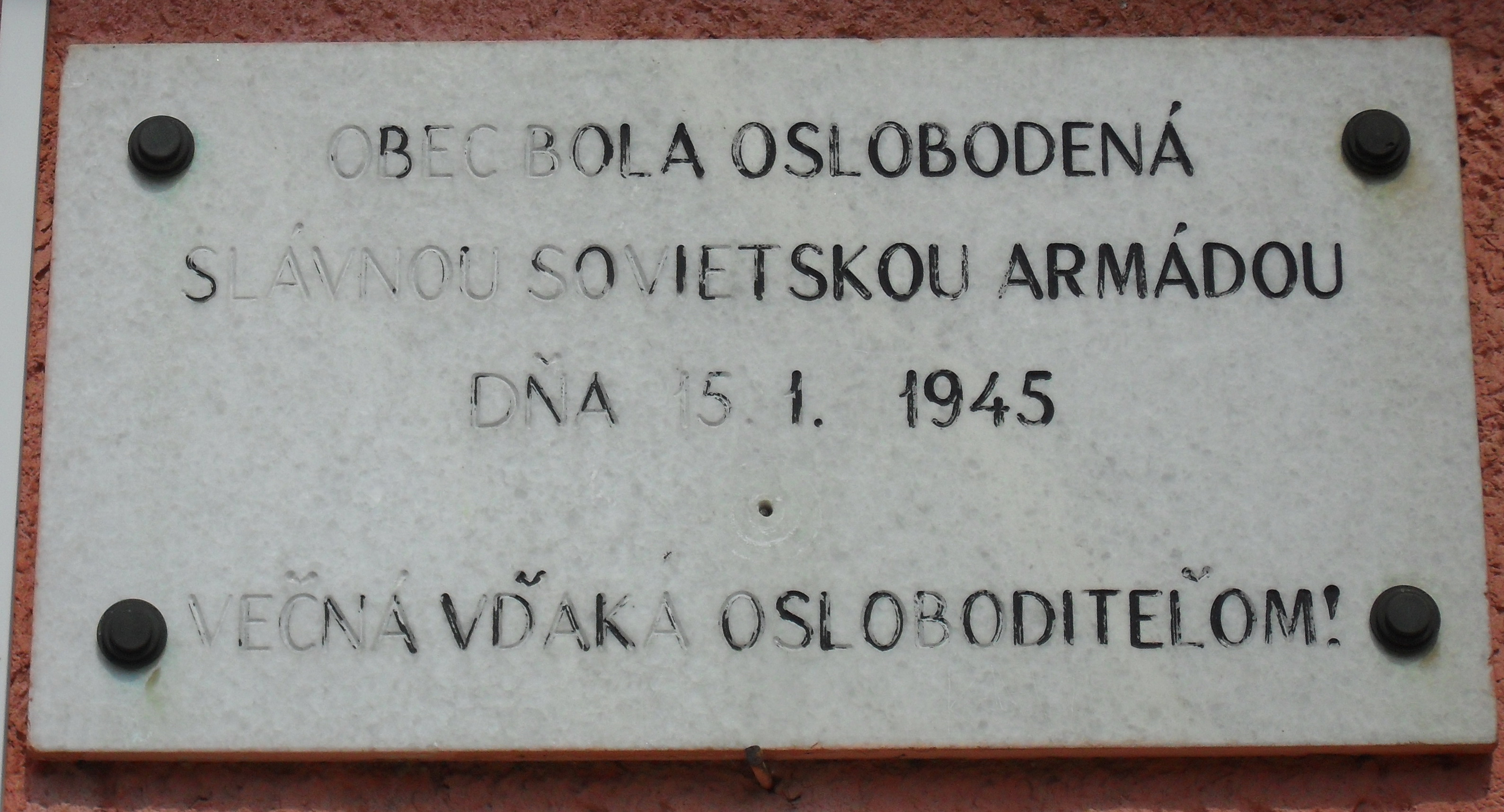
Felszabadulási emléktábla
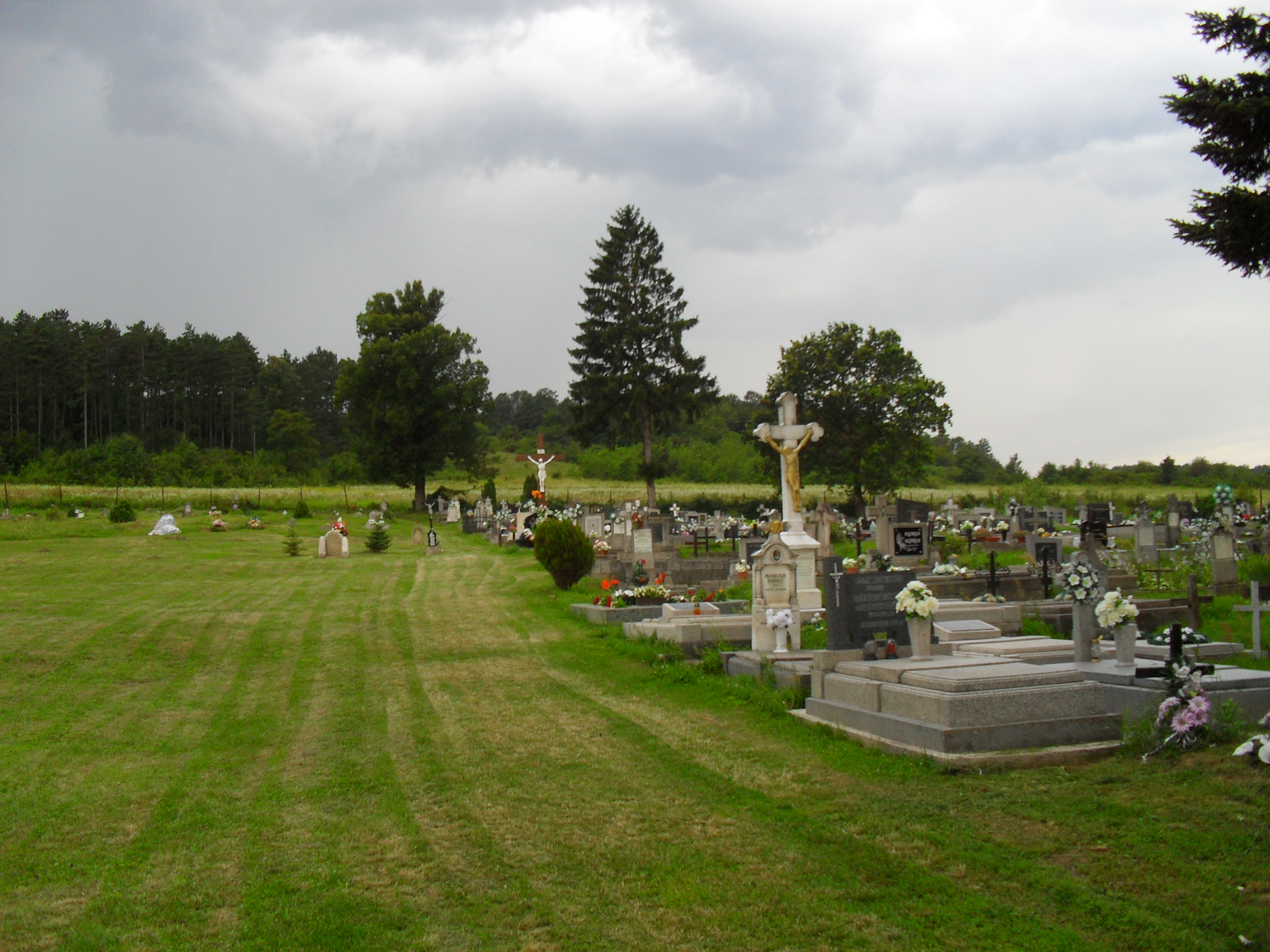
Temető
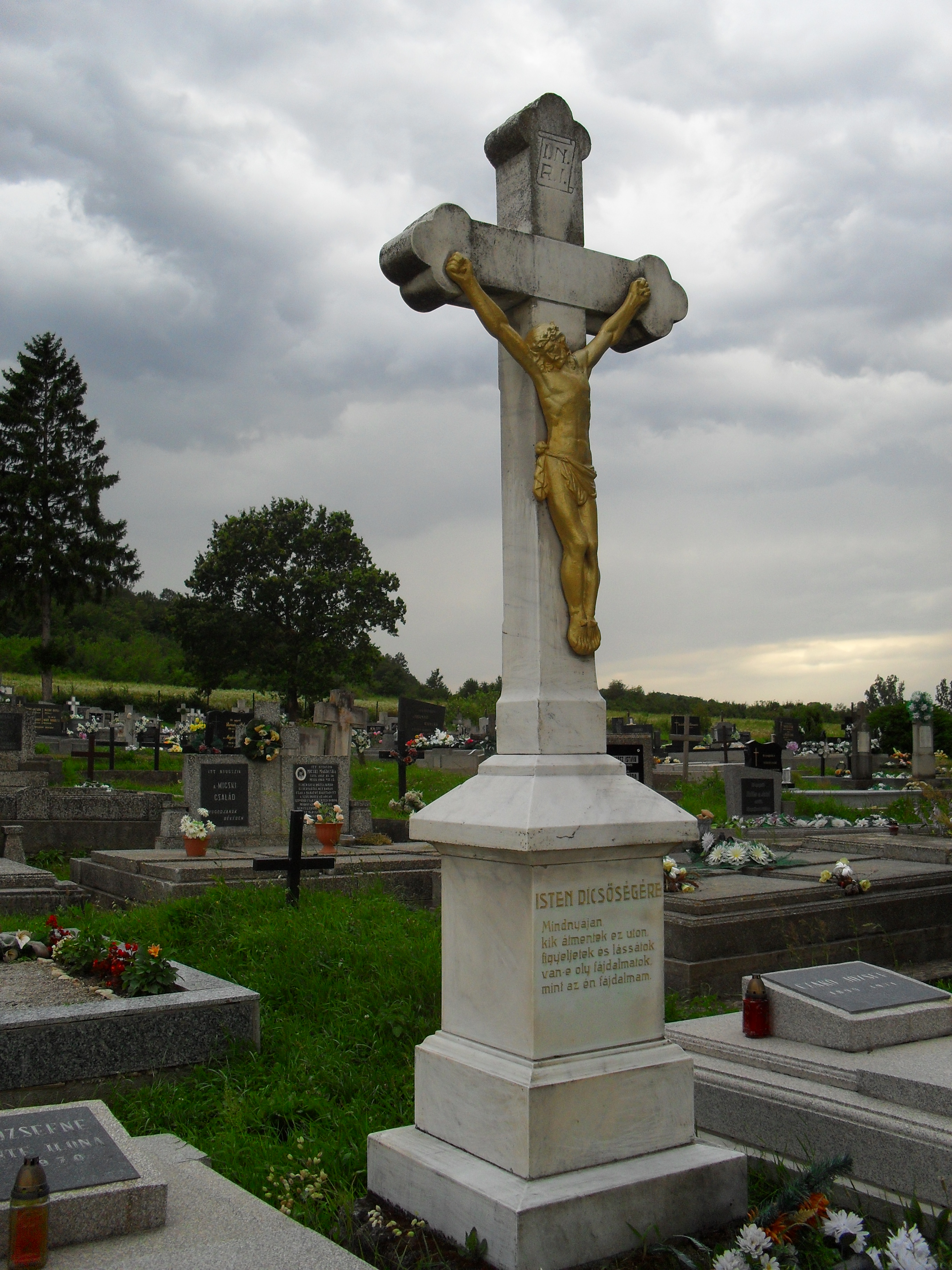
Temető - nagykereszt (1)
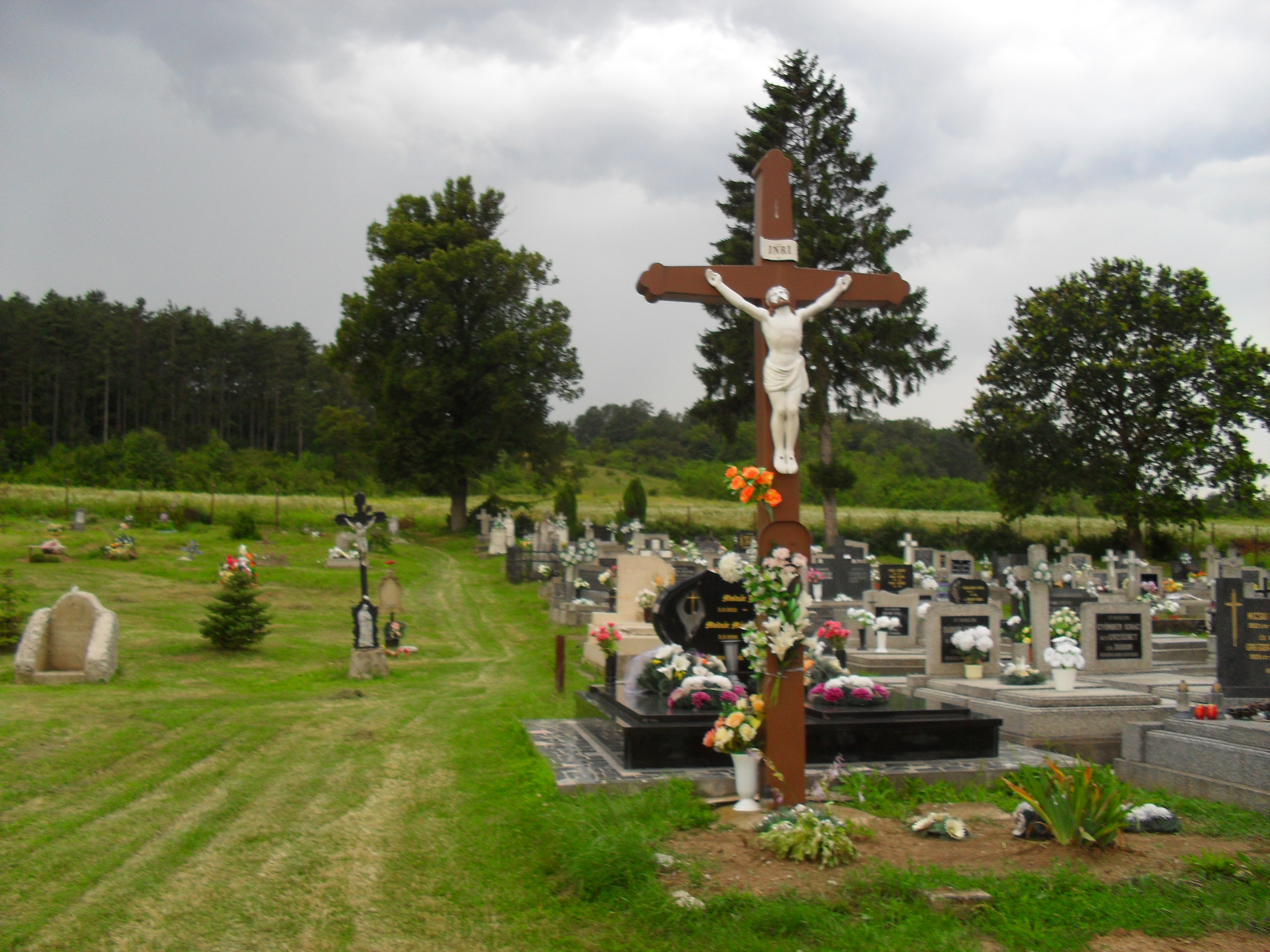
Temető - nagykereszt (2)

## Külső hivatkozások
- Községinfó
- Travelatlas.sk
- E-obce.sk[halott link]